# Le Grand Perdu
 (août 2018).
Pour plus de détails, voir Fiche technique et Distribution.
Le Grand Perdu est un drame français écrit et réalisé par Avénarius d'Ardronville, sorti en 2018 ,. 
Il s'agit du deuxième long métrage de la série Traité d'étonnement après La Fable du Coq sorti en 2017 ,. Le troisième volet de ce traité Le Roi d'ici sort en 2019.

## Synopsis
Lors d'une cérémonie à la mairie d'une bourgade de province, on apprend que la médaille remise au meilleur citoyen de la ville a été accrochée à la poitrine d’un musicien médiocre. Fou de rage, le marin décide d’honorer de son côté quelqu'un qui mérite vraiment : il s'agit d'un marginal, une sorte de fou du village, qui vient de sauver la vie de huit enfants. On observe ainsi la vie de ce marginal, le grand perdu.

## Fiche technique
- Titre original : Le Grand Perdu
- Réalisation : Avénarius d'Ardronville
- 1er assistant : Marion Duquay
- 2e assistant : Mélie Perrin-Néel
- Scénario : Avénarius d'Ardronville
- Chef opérateur : Thomas Coispel
- Cadreur : Olivier Aufrère
- Son : Florent Tupin
- Montage : Clothilde Maruffy, Marie de Bonnechose
- Musique : Hubert Evin, Denis Leroux
- Production : Grand Oyant Production
- Société(s) de distribution : Saint-André-des-Arts (cinéma)
- Budget : NC
- Pays d'origine : France
- Langue originale : français
- Format : couleur
- Genre : Drame
- Durée : 80 minutes
- Dates de sortie :
  -  France: 12 septembre 2018

## Distribution
- Serge Blazevic : le grand perdu
- Erwan Ribard : le marin
- Louise Emma Morel : Manon
- Nicolas de Lavergne : Jean
- Charlotte Bigeard : Marthe
- Rose de Lavergne : la rousse
- Nouche Jouglet-Marcus : la conseillère
- Fabrice Carlier : le coiffeur
- Jean Eckian : Le maire
- Charlotte Grenat : la femme offerte
- Jean-Charles Leray : le médecin
- Marina Gloriam : la femme Coiffée
- Alistaire Humbert : l'enfant
- Juliette Lucas : la secrétaire
- Jean-Sosthènes Boutte du Jonchay : le conseiller du maire
- Benoît Muller : un ami du grand perdu
- Barnabé Perrotey : un ami du grand perdu
- Jean-Pierre Sachse : l'ami du coiffeur
- Evelyne Coton : une fille de joie
- Marion Duquay : une fille de joie
- Stella Blanche : une fille de joie
- David Azoulay : un ouvrier
- Etieve Lena : un ouvrier